# Wołokieniki
Wołokieniki (lit. Valakininkai) − wieś na Litwie, w rejonie solecznickim, 2 km na południowy zachód od Turgieli, zamieszkana przez 98 ludzi. Przed II wojną światową w Polsce, w powiecie wileńsko-trockim województwa wileńskiego.